# Олімпіодор (архонт)
Олімпіодор (дав.-гр. Ὀλυμπιόδωρος; близько 330 — після 286 до н. е.) — афінський воєначальник і державний діяч, архонт-епонім 294/293 і 293/292 років до н. е. Інформація про життя Олімпіодора в античних джерелах уривчаста. Він керував афінським військом під час декількох військових кампаній IV—III століть до н. е. і у 287 році до н. е. навіть з мінімальними втратами вигнав македонський гарнізон з Аттики.

## Життєпис
Олімпіодор народився близько 330 року до н. е. Згідно з припущенням Джона Девіса, він був афінським аристократом, сином Діотима з Еуонімону. Сім'я Олімпіодора була заможною, підтримувала демократичні антимакедонські сили в Афінах. П. Пашидіс вважав цю гіпотезу можливою, але недоказовою.
Вперше Олімпіодор згадується в контексті вторгнення басилевса Македонії Касандра в Аттику. Згідно Павсанію, Олімпіодор переконав етолійців надати допомогу Афінам, що врятувало місто від завоювання. Через деякий час Олімпіодор розбив загін македонян, який здійснив набіг на розташований в Аттиці Елефсін. Дані події могли статися між 306 і 304 роками до н. е..
У проміжку між 301 і 297 роками до н. е. Олімпіодор допоміг Елатеї, яка захотіла вийти з-під македонської гегемонії. Також, між 301 і 297 роками до н. е. владу в Афінах захопив Лахар. Однак його перемога була неповною. Частину громадян, якими, імовірно, керував Олімпіодор захопили Пірей — прибережне місто поруч зі столицею. Цією смутою скористався Деметрій Поліоркет, який зі своїм військом не пізніше 296 року до н. е. прибув до Аттики. В ході облоги в Афінах почався голод. Близько квітня 295 року до н. е. афіняни були змушені відкрити міські ворота і здатися. Через рік Деметрій Поліоркет став македонським басилевсом, а Афіни, відповідно, знову потрапили під македонську гегемонію.
Олімпіодор, який був лояльним до Деметрія Поліоркета і мав його довіру, став архонтом- епонімом у 294/293 та 293/292 роках до н. е. Зайняття цієї посади два роки поспіль суперечило багатовіковій демократичній практиці древніх Афін, згідно з якою одна людина не могла двічі ставати архонтом-епонімом. Виходячи з цього Християн Хабіхт зробив висновок, що Олімпіодор був ставлеником Деметрія Поліоркета і його влада і повноваження перевершували функції архонта-епоніма. Влада в місті, хоч формально й іменувалася демократичною, стала олігархічною.
Влітку 292 роки до н. е. завершився другий архонтат Олімпіодора в Афінах і на перші ролі в місті висунулися більш послужливі до Деметрія Поліоркета політики. Можливо, між Олімпіодором і Деметрієм сталася сварка, оскільки у 287 році до н. е. він очолив антимакедонське повстання в Афінах. Македонський гарнізон в Мусейоні був захоплений з мінімальними втратами. При описі поховань героїв, які загинули за Афіни, Павсаній вказує, що серед них знаходилося « не більше тринадцяти [могил] … тих, які разом з Олімпіодором вигнали (Македонський) гарнізон». Місто перестало бути сателітом македонських басилевсів Антигонідів і перейшло в табір їх супротивників.
Окрему дискусію в історіографії викликає фрагмент Павсанія: «Крім тих подвигів, які він [Олімпіодор] здійснив, рятуючи Пірей і Муніхію». За однією версією, він відноситься до завоювання Деметрієм Поліоркетом Афін у 296—295 роках до н. е.; за іншою — до періоду після 287 року до н. е., коли ці укріплення були захоплені Антигоном Гонатом, а потім звільнені афінянами.

## Оцінки
Павсаній писав, що Олімпіодор очолив антимакедонське повстання після тривалої низки поразок афінян, і, в той час, коли вони вже втратили надію на звільнення, вселив їм рішучість і впевненість у власних силах. Х. Хабіхт і П. Пашидіс охарактеризували Олімпіодора, як одного з провідних давньоафінських політиків свого часу. Ірина Свенцицька відзначала непослідовність в діях політика, який спочатку був ставлеником Деметрія Поліоркета і деякий час главою маріонеткового олігархічного уряду, а потім очолив антимакедонське повстання, що завершилося відновленням демократії. Ігор Суріков підкреслював, що в той час, Афіни втратили своє колишнє політичне значення і, відповідно, їх політики, в тому числі й Олімпіодор, якщо і були великими, то тільки на місцевому рівні.

## Зображення
Павсаній згадує мідні статуї Олімпіодора в афінському Акрополі і священному місті Стародавньої Греції Дельфах, яку встановили жителі Елатеї, а також картину з воєначальником в Елевсіні.
З безлічі зображень Олімпіодора до нашого часу дійшло тільки одне. В Кесарії Палестинської була виявлена портретна герма римської епохи з написом «Олімпіодор». Ця герма була копією більш давнього зображення, стиль якого відноситься до III століття до н. е., з чого було зроблено висновок, що це портрет воєначальника Олімпіодора, оскільки інші особистості цієї епохи з таким ім'ям були занадто незначні. Г. Хафнер зазначив, що Олімпіодор носив бороду, що було нетиповим для політиків того часу, оскільки при Александрі Македонському в моду увійшла мода голитися. Даний факт, на думку історика, був відображенням антимакедонської позиції Олімпіодора. Герма Олімпіодора зберігається в Національному музеї мистецтва, архітектури та дизайну у столиці Норвегії Осло.

### Історичні джерела
- Павсаній. Опис Еллади.
- Плутарх. Порівняльні життєписи.
- Поліен. Стратегеми.

### Дослідження
- Берве Г. Тираны Греции :  [рос.]. — Ростов-на-Дону : Феникс, 1997. — 640 с.
- Суриков И. Е. Античная Греция: политики в контексте эпохи. На пороге нового мира :  [рос.]. — Москва : Русский фонд содействия образованию и науке, 2015. — 392 с.
- Суриков И. Е. Античная Греция: Политогенез, политические и правовые институты (Opuscula selecta II) :  [рос.]. — 2-е. — Москва : Издательский Дом ЯСК, 2018. — 760 с. — (Studia historica).
- Хабихт Х. Афины. История города в эллинистическую эпоху :  [рос.] / Подготовка к изданию и перевод Ю. Г. Виноградова. — Москва : Ладомир, 1999.
- Герман Хафнер. Выдающиеся портреты античности. 337 портретов в слове и образе :  [рос.]. — Москва, 1984. — 312 с.
- Cooper C. Lachares of Athens // The Encyclopedia of Ancient History :  [англ.] / Edited by Roger S. Bagnall, Kai Brodersen, Craige B. Champion, Andrew Erskine, and Sabine R. Huebner. — John Wiley & Sons, Ltd., 2015. — doi:10.1002/9781444338386.wbeah26287.
- Davies J. K.[en]. Athenian Propertied Families 600—300 BC. — Oxford : Clarendon Press, 1971.
- Heckel W.[en]. Who's Who in the Age of Alexander and his Successors. From Chaironea to Ipsos (338—301 BC). — Barnsley : Greenhill Books, 2021. — 554 p. — ISBN 978-1-78438-648-1.
- Kirchner J[de]. Olympiodoros 1 :  [нім.] / Georg Wissowa // Paulys Realencyclopädie der classischen Altertumswissenschaft. — Stuttgart : J. B. Metzler’sche Verlagsbuchhandlung, 1939. — Bd. XVIII,1. — Kol. 199.
- Paschidis P. Between City and King. Prosopographical Studies on the Intermediaries between the Cities of the Greek Mainland and the Aegean and the Royal Courts in the Hellenistic Period (322—190 BC) / Research Centre for Greek and Roman Antiquity; National Hellenic Research Foundation. — ΜΕΛΕΤΗΜΑΤΑ. — Athens, 2008. — Т. 59. — ISBN 978-960-7905-44-4.